# Paulo Nunes
Paulo Nunes, właśc. Arílson de Paula Nunes (ur. 30 października 1971 w Pontalinie) – brazylijski piłkarz występujący podczas kariery na pozycji napastnika.

## Kariera klubowa
Paulo Nunes rozpoczął piłkarską karierę w CR Flamengo, gdzie grał w latach 1991–1994. Z klubem z Rio de Janeiro zdobył mistrzostwo Brazylii 1992 oraz mistrzostwo stanu Rio de Janeiro – Campeonato Carioca w 1992 roku. W 1995 przeszedł do Grêmio Porto Alegre. W Gremio grał do 1997 roku i był to najlepszy okres kariery. Z Gremio zdobył mistrzostwo Brazylii 1996, Puchar Brazylii 1997, mistrzostwo stanu Rio Grande do Sul – Campeonato Gaúcho w 1995 i 1996 oraz Copa Libertadores 1995 roku. Obok sukcesów drużynowych Paulo Nunes osiągnął także sukcesy indywidualne, w postaci tytułów króla strzelców ligi brazylijskiej 1996.
W 1997 Nunes zdecydował się na transfer do Europy do portugalskiej Benfiki Lizbona. W Benfice wystąpił tylko w 5 meczach i strzelił 2 bramki, po czym powrócił do Brazylii, do SE Palmeiras. Z Palmeiras zdobył Puchar Brazylii 1998, Copa Libertadores 1998 oraz Copa Mercosur 1998.
W 2000 roku powrócił do Grêmio Porto Alegre. W 2001 roku przeszedł do Corinthians Paulista, z którym zdobył mistrzostwo stanu São Paulo – Campeonato Paulista w 2001 roku. Od lutego do września 2002 występował w Gamie, po czym wyjechał na miesięczny kontrakt do saudyjskiego An-Nassr.
Paulo Nunes karierę zakończył w Mogi Mirim EC w 2003 roku.

## Kariera reprezentacyjna
Paulo Nunes ma za sobą występy w reprezentacji Brazylii, w której zadebiutował 3 czerwca 1997 w meczu z reprezentacją Francji podczas Tournoi de France 1997, który Brazylia wygrała. Drugi i zarazem ostatni raz w barwach canarinhos Paulo Nunes zagrał 29 czerwca w wygranym 3:1 meczu z reprezentacją Boliwii w finale Copa América 1997.